# ハッカー文化
ハッカー文化（ハッカーぶんか）とは、ソフトウェアシステムや電子ハードウェア（主にデジタル回路）の限界を創造的に克服し、斬新で巧妙な成果を達成する知的挑戦を、多くの場合は集団で楽しむサブカルチャーである。遊び心と探究心を持って活動（プログラミングなど）に取り組む行為は、ハッキング（hacking）と呼ばれる。ただし、ハッカーを定義する特徴は、実行する活動自体（プログラミングなど）ではなく、その方法と、それが刺激的で有意義であるかどうかである。遊び心のある巧妙な活動には「ハック価値（hack value）」があると言えることから、「ハック（hack）」という用語が生まれた。  
初期の例としては、マサチューセッツ工科大学（MIT）の学生が技術的な適性と聡明さを誇示するために行ったいたずらがある。ハッカー文化は、1960年代にMITの Tech Model Railroad Club（TMRC） とMIT人工知能研究所を中心に学術界で最初に出現した。ハッキングはもともと、大きな被害を与えることなく巧妙な方法で立ち入り禁止区域に侵入することを意味していた。MITで行われた有名なハッキングには、キャンパスの警察車両がグレートドーム（MITのキャンパスにあるドーム状の建造物）の屋上に設置されたり、グレートドームがR2-D2に改造されたというものがある。
リチャード・ストールマンは、プログラミングをするハッカーについて次のように説明している。  
彼らに共通していたのは、主に卓越性とプログラミングへの愛であった。彼らは、自分が使用するプログラムをできる限り優れたものにしたかった。また、プログラムにすばらしいことをさせたかった。彼らは、誰もが可能だと思っていたよりもエキサイティングな方法で何かを行い、「これがどんなにすばらしいか見てくれ。こんなことができるなんて、あなたは信じられなかっただろう」と見せたかった。
このサブカルチャーのハッカーは、軽蔑的に「クラッカー」と呼ぶ人々と自分たちを明確に区別する傾向がある。クラッカーは、メディアや一般大衆から「ハッカー」という用語で呼ばれ、中傷目的であれ悪意のある目的であれ、コンピュータセキュリティの脆弱性を悪用することを主な目的としている。

## 定義
広く受け入れられているわけではないが、影響力の強いハッカー用語集であるジャーゴンファイルでは、ハッカーを「プログラム可能なシステムの詳細を探求し、その機能を拡張することを楽しむ人。ほとんどのユーザーは、必要最小限のことだけを学ぶことを好む」と定義している。 インターネットユーザー用用語集であるRequest for Comments（RFC）1392では、「システム、特にコンピューター、コンピューターネットワークの内部の仕組みを深く理解することに喜びを感じる人」とさらに詳しく説明している。
ジャーゴンファイルに記載されているように、これらのハッカーは、マスメディアや一般大衆がセキュリティハッカーを指すのにハッカーという言葉を使うことに失望し、代わりにこれらの人々を「クラッカー」と呼んでいる。これには、コンピュータセキュリティ関連のスキルと知識を使ってシステムやネットワークの仕組みを詳しく知り、セキュリティホールを発見して修正する「善良な」クラッカー（ホワイトハットハッカー） と、同じスキルを使ってマルウェア（ウイルスやトロイの木馬など）を作成し、システムに不正に侵入して危害を加える意図を持つ「邪悪な」クラッカー（ブラックハットハッカー）の両方が含まれる。 クラッカーコミュニティとは対照的に、ハッカーのプログラマサブカルチャーでは、コンピュータセキュリティ関連の活動は、遊び心のある賢さに関連するハッカーという用語の本来の意味の理想に反するものと一般的に見なされている。

## 歴史
「ハッカー」という言葉は、後期中英語の「hackere」「hakker」「hakkere」に由来している。これは、木を切る人、木こりを意味する。
当初採用されていた決まり切った方法とは異なるプログラミングスタイルへの認識が高まっていったとき、熟練したコンピュータプログラマを表すために「ハッカー」という用語が使われるようになったのは1960年代に入ってからである。したがって、ハッカーであると自認するすべての人に共通する基本的な特徴は、「プログラミングシステムの限界を創造的に克服し回避するという知的挑戦を楽しみ、その能力を拡張しようとする人」であるということである(47)。この定義を念頭に置くと、「ハッカー」という言葉の否定的な意味合いとハッカーサブカルチャーがどこから来たのかが明らかになる。
この文化に共通するニックネームには、主に運に頼る未熟な泥棒と見なされる「クラッカー」、熟練したクラッカーを指す「フリーク」、および「warez d00dz」（著作権のあるソフトウェアの複製を入手するクラッカー）などがある。セキュリティをテストするために雇われるハッカーは、「ペンテスター」または「タイガーチーム」と呼ばれる。
コンピュータとコンピュータユーザ間の通信が現在のようにネットワーク化される前は、独立した複数の並行したハッカーサブカルチャーがあり、多くの場合、互いの存在に気付いていないか、部分的にしか気付いていなかった。これらすべてに共通する重要な特徴は以下の通りである。
- ソフトウェアを作成し、互いに共有する
- 探求の自由を重視する
- 秘密を敵視する
- 理想的かつ実用的な戦略としての情報共有
- フォークする権利を支持する
- 合理性を重視する
- 権威を嫌う
- 遊び心のある賢さ、真面目なことをユーモラスに、ユーモアを真剣に受け止める

グライダーは、エリック・レイモンドがハッカーコミュニティの象徴として提案した。

こうしたサブカルチャーは、大学のキャンパスなどの学術的な場でよく見られた。MIT人工知能研究所、カリフォルニア大学バークレー校、カーネギーメロン大学は、初期のハッカー文化が栄えた場所として特によく知られていた。これらは、インターネットが登場するまで、ほとんど互いに意識することなく並行して進化した。インターネットでは、ITSを実行していたMITの伝説的なPDP-10マシン（AIと呼ばれていた）が、ハッカーコミュニティの初期の会合の場となった。また、自由ソフトウェア運動やそのコミュニティの台頭などの発展により、非常に多くの人々が集まり、意識的で共通の体系的な精神が広まった。この進化の兆候は、一般的なスラングや歴史観の共有がますます採用されるようになったことに表れている。これは、他の職業グループが専門職化してきた方法に似ているが、ほとんどの専門職グループに見られる正式な資格認定プロセスは存在しない。
時間が経つにつれ、アカデミックななハッカーサブカルチャーは、より意識的になり、よりまとまり、より組織化される傾向があった。意識が高まった最も重要な瞬間として、1973年の最初のジャーゴンファイルの作成、1985年のGNU宣言の公布、1997年のエリック・レイモンドの『伽藍とバザール』の出版が挙げられる。これと相関して、ビル・ジョイ、ドナルド・クヌース、デニス・リッチー、アラン・ケイ、ケン・トンプソン、リチャード・ストールマン、リーナス・トーバルズ、ラリー・ウォール、グイド・ヴァンロッサムを含む一連の文化の英雄たちが徐々に認識されるようになった。
アカデミックなハッカーサブカルチャーの集中は、コンピューターとネットワーク技術のコモディティ化と並行して行われた。1975年には、ハッカー界はいくつかの異なるオペレーティングシステムファミリと異なるネットワークに分散していた。現在では、主にUNIXとTCP/IPが利用されており、自由ソフトウェアとオープンソースソフトウェアの開発に基づくさまざまなオペレーティングシステムに集中している。

## 特徴と傾向
ハッカー文化の最も特徴的な一端は、非常に直感的であることをよしとする部分である。例えば同じ動作をするプログラムを作るにしても、直感的に感性でプログラムを興し、それを元に発展させていく。今日の大規模なプログラム開発では、このような手法は共同作業する同僚や、後々メンテナンスする他人に、余計な労力を強いることにも繋がるため、一般には非能率的であると推奨されない方法論ではあるが、個人的な興味で一人、または同好の士が少人数にてプログラムを製作する際に驚異的な能率を発揮する。
この過程を経て、直感（程度によっては霊感と形容してもよい）的で優秀なハッカーは神格化され、そのライフスタイルは触発された他のハッカーに伝染する。詰まる所強烈な個性に起因する優秀なハッカーのライフスタイルは、1960年代のヒッピー文化の影響や1970年代のテレビのシリーズドラマによって顕著な方向付けが成されていることも多く、時に非常にマイナーな文化が異常に盛り上がりを見せることもある。
その一方で、ハッカー文化の根底には、親切で大らかな博愛精神が脈々と息づいており、時に宗教的ですらある。その原因は、他人に影響を与え得るハッカーの多くが、その実において人間的にも親しみやすく、技術を独占するよりも広く共有して、皆で大いに楽しみたいとする奔放さを持っていることにあると思われる。
往々にして意固地で他人の知識を吸収しても他人には与えたがらない種類な人間のライフスタイルは、他人の嗜好の問題から単純に広まり難いだけではなく、そのような人間の周りには人も金も知恵も集まらずに素通りしてしまうために能力的上限が発生して、あまり注目されない結果に陥る可能性も考えられ、結果として選択的に博愛精神が培われたと思われる。
おおらかな奔放さが、逆に問題を起こす傾向を含むのも否定しきれず、実際問題としては、社会的道義を逸脱して自己の知識欲を追求した結果、公共のコンピュータシステムにダメージを与えてしまったり、セキュリティ上の欠陥を証明して見せるために、企業サーバ内の非公開情報を公開してしまい、企業と係争関係に陥るハッカーも居る。2001年には米国内でも著名な放浪ハッカーであるエイドリアン・ラモが、複数企業のWebサーバに侵入、その問題点と改善方法を企業側に提供するという事件を起こした。同事件に関して、一部のネット関連企業は感謝の意思すら表明したほどだが、ニューヨーク・タイムス・デジタル社が、自社社員やコラムニストの個人情報にアクセス可能な部分にまで侵入していたことで訴え出て、FBIから逮捕状が出される事態となった。後にラモは保釈金を支払って保釈されている。
日本では、サイバー・ノーガード戦法と揶揄されるに至ったコンピュータソフトウェア著作権協会（ACCS）の個人情報漏洩事件において漏洩状況をカンファレンス上で実データを公開してしまった研究者や、ファイル交換ソフトウェアのWinnyを制作・配付した作者が著作権侵害幇助に問われたことから技術手法の開拓と司法上の責任に関して議論となり、通信・情報処理技術者などを巻き込んで検察側と全面対立、また同ソフトウェアのネットワークに依存するマルウェア（ワームプログラムの一種・Antinny参照）の蔓延に伴う個人情報漏洩事件の多発で社会問題化したケースが知られている。
世界的に様々な趣味嗜好に関するコンベンションが開催されているが、これらコンベンションへの参加は、ハッカーに重要視されるイベントである。中にはこのコンベンションに参加するためだけに、大陸横断ヒッチハイクを行うものもある程で、このコンベンション好き気質は、アメリカ以外のハッカー文化にも顕著に見られる（日本国内も同様である）。これらコンベンションでは、非常に多岐に渡る交流が行われ、この際に取り交わされた口約束から、ハイテク関連企業が勃興することも珍しくはない。

## 倫理と原則
FOSS運動の価値と信条の多くは、MITとホームブリュー・コンピュータ・クラブで生まれたハッカー倫理に由来している。ハッカー倫理は、スティーブン・レビーの著書『ハッカーズ（英: Hackers: Heroes of the Computer Revolution』や、レビーが一般的なハッカーの姿勢を定式化し要約したその他のテキストで記録されており、代表的なものとして以下が挙げられる。
- コンピュータへのアクセスや、世界の仕組みについて学ぶことができる可能性のあるものへのアクセスは、無制限かつ完全でなければならない。
- すべての情報は自由であるべきである。
- ハッカーは、学位、年齢、人種、地位などの偽りの基準ではなく、ハッキングによって評価されるべきである。
- コンピュータでアートや美を作り出すことができる。
- コンピュータは人生をより良いものに変えることができる。

ハッカー倫理は、共有、オープン性、コラボレーション、実践的な義務への関与に主に関係している。
オープンソース運動のリーダーの一人であるリーナス・トーバルズ（Linuxカーネルの生みの親）は、著書『The Hacker Ethic』の中で、これらの原則はプロテスタント倫理から発展したもので、20世紀初頭にマックス・ヴェーバーによって導入された資本主義の精神を取り入れていると述べている。
ハック価値（Hack value）とは、ハッカーが何かを行う価値がある、または興味深いことを表現するために使用する概念である。これは、ハッカーが問題や解決策について直感的に感じることが多いものである。
ハック価値の一側面は、他の人が困難だと思っていても、実行可能であることを示すために偉業を成し遂げることである。意図された目的以外で独自の方法で使用することは、ハック価値があると認識されることがよくある。例としては、ドットマトリクスプリンタを使用して音符を作成したり、フラットベッドスキャナを使用して超高解像度の写真を撮影したり、光学式マウスをバーコードリーダーとして使用したりすることが挙げられる。
解決策や偉業が「ハック価値」を持つのは、巧妙さ、賢さ、鮮やかさを備えた方法で行われた場合であり、その意味において創造性が不可欠な部分となる。たとえば、難しい鍵をピッキングすることにはハック価値があるが、それを壊すことはハック価値がない。別の例として、現代数学のほとんどを結び付けてフェルマーの最終定理を証明することはハック価値があるが、すべての可能性を徹底的に試して組み合わせ問題を解くことはハック価値がない。ハッキングとは、解決策を見つけるために消去法を使うことではなく、問題に対する巧妙な解決策を見つけるプロセスである。

## 用法
ハッカーという言葉は、遊び心のある賢さを楽しむ人を指すのにコンピュータプログラマに最もよく使われるが、他の分野で同じ姿勢をとる人を指すこともある。例えば、リチャード・ストールマンは、ジョン・ケージの無声作品『4分33秒』とギヨーム・ド・マショーの14世紀の回文三部曲『わが終わりはわが始めなり』をハックと表現している。ジャーゴンファイルによると、ハッカーという言葉は、ソフトウェアハッキングコミュニティより前の1950年代にアマチュア無線家の間で同様の意味で使われていた。

### プログラミング
1984年、ボストン・グローブ紙は「ハッカー」を「コンピュータマニア（computer nuts）」と定義した。プログラマのサブカルチャーでは、ハッカーとは遊び心のある賢さの精神に従い、プログラミングを愛する人のことである。これは、もともとはコンピュータセキュリティとは無関係の学術的な運動に見られ、自由ソフトウェア、オープンソース、デモシーンと最もよく関連付けられている。また、ソフトウェアを書いてその結果を自発的に共有することは良い考えであり、情報は自由であるべきだが、個人のコンピュータシステムに侵入してそれを公開するのはハッカーの役割ではないという考えに基づくハッカー倫理もある。このハッカー倫理は、スティーブン・レビーの著書『ハッカーズ（英: Hackers: Heroes of the Computer Revolution）』(1984年) で公表され、おそらくその起源となっている。この本では、その原則が成文化されている。  
ハッカーのプログラマサブカルチャーは、マスメディアが軽蔑的に使うコンピュータセキュリティの「ハッカー」という用語とは無関係であり、彼らがそれを指す場合、通常は「クラッカー」という用語を好む。この誤用への苦情は、1983年にメディアがThe 414s事件に関与したコンピュータ犯罪者を指すのに「ハッカー」という言葉を使ったときに始まった。  
ハッカーのプログラマサブカルチャーでは、コンピュータハッカーとは、美的感覚と遊び心のある巧妙さをもってソフトウェアを設計し、プログラムを構築することを楽しむ人である。この意味でのハックという用語は、「学生が定期的に考案する手の込んだ大学でのいたずら」に由来している（Levy、1984、p.10）。 「ハック」と見なされることは、同じ考えを持つ仲間の間では名誉なことであった。なぜなら、「ハックと見なされるためには、その偉業に革新、スタイル、技術的な妙技が染み込んでいなければならない」からである (Levy、1984、p.10)。MIT Tech Model Railroad Club Dictionary（TMRC）は、1959年にハックを（まだコンピュータの文脈ではなかったものの）「1) 建設的な目的のない記事またはプロジェクト、2誤った自己忠告に基づいて着手されたプロジェクト、3) エントロピーを増大させる、4) ハックする、またはしようとすること (3)」と定義した。TMRCの専門用語の多くは、後に初期のコンピュータ文化に取り入れられた。これは、TMRCがDEC PDP-1を使用し始め、コンピュータの文脈で地元の鉄道模型のスラングを適用したためである。当初は部外者には理解できなかったが、このスラングはTMRCを超えてMITのコンピュータ環境でも人気を博した。TMRCから輸入された専門用語の他の例としては、「losing（機器が機能していないとき）」や「munged（機器が壊れているとき）」などがある。  
他の人々は、ハッカーを常に好意的に見ていたわけではない。1989年のMIT living groupsは、コンピュータではなく人間に興味を持つ人を求めていたため、メンバー候補に高度なProject Athenaワークステーションを宣伝することを避けた。あるメンバーは、「ハッカーのサブカルチャーを心配していた」と述べている。  
エリック・レイモンドによると、オープンソースや自由ソフトウェアのハッカーサブカルチャーは、1960年代に米国の計算機科学環境で初期のミニコンピュータに取り組んでいた「学術ハッカー」の間で発展した。  
ハッカーは、主要な技術開発とそれに関連する人々の多くのアイデアに影響され、それを吸収した。最も注目すべきは、1969年に始まったARPANETのパイオニアの技術文化である。ITSオペレーティングシステムを実行し、ARPANETに接続されたMITのPDP-10 AIマシンは、初期のハッカーの出会いの場を提供した。1980年以降、サブカルチャーはUnixの文化と融合した。1990年代半ば以降、これは現在、自由ソフトウェア運動やオープンソース運動と呼ばれているものとほぼ一致している。  
多くのプログラマーが「偉大なハッカー」と呼ばれてきたが、その呼び名が具体的に誰に当てはまるかについては意見が分かれている。確かに、エドガー・ダイクストラやドナルド・クヌースのような計算機科学への主要な貢献者や、リーナス・トーバルズ（Linux）、ケン・トンプソンやデニス・リッチー（UnixおよびC言語）のような人気ソフトウェアの発明者は、そのようなリストに含まれる可能性が高い。ハッカーのプログラマサブカルチャーの精神面での貢献で主に知られている人物には、自由ソフトウェア運動とGNUプロジェクトの創始者であり、フリーソフトウェア財団の会長で、有名なEmacsテキストエディタとGNUコンパイラコレクション（GCC）の著者でもあるリチャード・ストールマンや、Open Source Initiativeの創始者の1人であり、有名なテキスト『伽藍とバザール』やその他の多くのエッセイを執筆し、ジャーゴンファイル（以前はガイ・スティール・ジュニアが管理していた）の管理者でもあるエリック・レイモンドなどがいる。  
ハッカーのコンピュータプログラマサブカルチャーでは、ハッカーという用語は、一連の変更を適用して既存のコードやリソースを拡張することで目標を達成するプログラマを指すこともある。この意味では、素早いが見苦しく、洗練されておらず、拡張が難しく、保守が難しく、非効率的なプログラミングタスクを、洗練されていない間に合わせの方法で実行するという否定的な意味合いを持つ場合がある。この名詞「ハック (hack) 」の軽蔑的な形は、日常英語の「雑で無慈悲なストロークで切る、または形作る」[Merriam-Webster] の意味に由来し、「クール」で「きちんとした」ハックをする「ハッカー」の肯定的な意味のユーザーの間でも使用されている。言い換えると、オリジナルの創作物を斧で切るように「ハック」することは、元の創作者が意図していないタスクに使用できるように無理やり適応させることであり、「ハッカー」とはこれを習慣的に行う人のことである（元の創作者とハッカーは同一人物である可能性もある）。 この用法は、プログラミングやエンジニアリング、建築のいずれにおいても一般的である。プログラミングでは、この意味でのハッキングは容認されているようで、多くの状況で必要な妥協と見なされている。この否定的な意味のために、そうすべきではないと主張する人もいれば、醜くて不完全であるにもかかわらず、一部の応急処置には依然として「ハックの価値」があると主張する人もいる。  
ソフトウェア以外のエンジニアリングでは、たとえ一時的なものであっても、メンテナンス不可能な解決法に対して寛容な文化は少なく、誰かを「ハッカー」と呼ぶことは、その人にプロ意識が欠けていることを意味する場合がある。この意味では、ハッカーはシステムを短期的に動作させる変更を行う能力があり、したがって何らかの市場価値のあるスキルを持っているという考えを除いて、この用語には実際の肯定的な意味合いはない。ただし、より熟練した、または技術的な論理学者であれば、「ハックジョブ」とは見なされないような変更を行うことができるという理解は常に存在する。この定義は、「ハックジョブ」という用語の他のコンピュータ以外の文脈での用法に似ている。たとえば、プロが市販のスポーツカーをレーシングマシンに改造することはハックジョブとは見なされないが、裏庭の整備士が寄せ集めで作ったものはハックジョブと見なされる可能性がある。2台のマシンのレースの結果は予測できないが、簡単に調べれば、設計者のプロ意識のレベルの違いがすぐにわかる。 
非常に一般的な意味では、ハッカーは、認識されている限界を超えて物事を巧妙な方法で機能させる人を意味する。つまり、ソフトウェアハッカーの創造的な姿勢をコンピューティング以外の分野に適用する人である。これには、リアリティハッカーや都市探検家など、コンピュータハッキング以前の活動も含まれる。具体的な例の1つは、MITの学生が伝統的に行う巧妙ないたずらで、犯人はハッカーと呼ばれる。たとえば、MITの学生がMITの建物の上にこっそりと偽のパトカーを置いたとき、それはこの意味でのハックであり、関与した学生はハッカーであった。その他の種類のハッキングには、ウェットウェアハッカー（脳をハックする）、メディアハッカー（評判をハックする）などがある。同様に、「ハック」は数学ハック、つまり数学の問題に対する巧妙な解決法を指すこともある。

### ホームコンピューティング愛好家
さらに別の文脈では、ハッカーとは、ソフトウェアやハードウェアの限界に挑戦するコンピュータ愛好家のことを指す。ホームコンピュータハッキングサブカルチャーは、MITS Altairの登場に始まる1970年代後半の趣味のホームコンピューティングに関連している。影響力のある組織としてホームブリュー・コンピュータ・クラブが存在した。ただし、そのルーツはアマチュア無線愛好家にまで遡る。アマチュア無線の俗語では、パフォーマンスを向上させるために独創的にいじることを1950年代にはすでに「ハッキング」と呼んでいた。
ホームブリューの時代には、趣味のハッカーとプログラマサブカルチャーのハッカーの間には大きな重複があったが、両者の関心と価値観には多少の違いがあった。今日、趣味のハッカーは、商用コンピュータゲームやビデオゲーム、ソフトウェアクラッキング、優れたコンピュータプログラミング（デモシーン）に重点を置いている。このグループの一部のメンバーは、コンピュータハードウェアやその他の電子機器の改造にも興味を持っている。

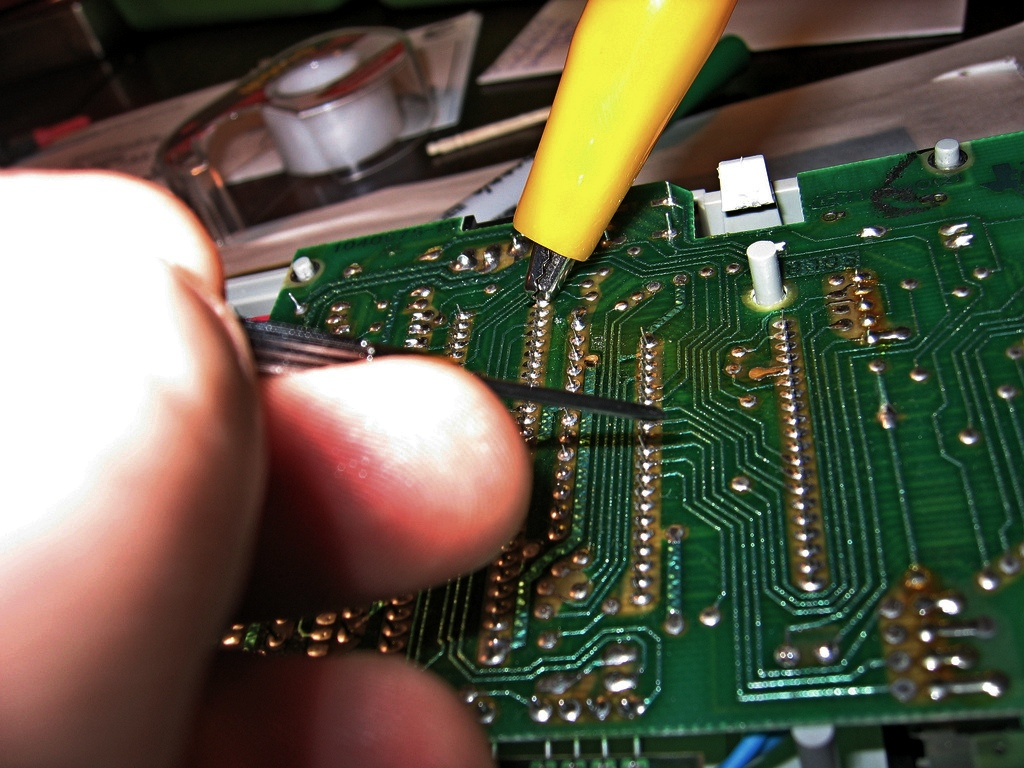
DIYミュージシャンが、宝石職人のドライバーとワニ口クリップを使ってシンセサイザーサーキットベンディングを調べている。

コンピュータ以外のマシンを扱う電子工学愛好家もこのカテゴリに分類される。これには、グラフ電卓、コンシューマーゲーム、電子キーボードなどに簡単な改造を施し、デバイスを作成した企業が想定していなかった機能を公開または追加する人々が含まれる。テクノミュージシャンの多くは、1980年代のCasio SK-1サンプリングキーボードを改造し、ICチップの異なるリードに配線を接続するサーキットベンディングによって珍しいサウンドを作り出している。これらのDIY実験の結果は、以前はアクセスできなかった機能の解放から、テクノミュージックスタイルの一部となった奇妙で不調和なデジタルトーンの生成まで多岐にわたる。企業はこうした行為に対してさまざまな態度を取っており、オープンに受け入れる姿勢（グラフ電卓に対するテキサス・インスツルメンツやロボット工学用具のレゴに対するMINDSTORMSなど）から、あからさまに敵対する姿勢（Xboxハッカーを締め出そうとするマイクロソフトの試みや、Blu-ray DiscプレーヤーのDRMルーチンが侵害されたプレーヤーを妨害するように設計されているなど）までさまざまである。
この文脈では、「ハック」とは、別のプログラム（多くの場合ビデオゲーム）を（場合によっては違法に）変更し、ユーザーが本来アクセスできない機能にアクセスできるようにするプログラムを指す。この用法の例として、Palm OSユーザー（このオペレーティングシステムの第4世代まで）の場合、「ハック」とはオペレーティングシステムの拡張機能を指し、追加機能を提供する。この用語は、特別なソフトウェアを使用してビデオゲームで不正行為をする人々を指すこともあり、iPhoneのJailbreakを指す場合もある。

### ハッカーアーティスト
ハッカーアーティストは、アートの媒体としてテクノロジーをハッキングすることでアートを創作する。これにより、用語の定義とハッカーであることの意味が拡張された。このようなアーティストは、グラフィック、ハードウェア、彫刻、音楽、音、アニメーション、ビデオ、ソフトウェア、シミュレーション、数学、反応感覚システム、テキスト、詩、文学、またはそれらを組み合わせる場合がある。
ダートマス大学のミュージシャン、ラリー・ポランスキーは次のように述べている。
テクノロジーとアートは密接に関連している。テクノロジーを扱うミュージシャン、ビデオアーティスト、グラフィックアーティスト、詩人など、テクノロジーを設計する場合でも使用する場合でも、多くのアーティストは、自分たちを「ハッカーコミュニティ」の一員であると考えている。コンピュータアーティストは、アート以外のハッカーと同様に、既存のテクノロジーの変わった革新的な使用法を開発することで、社会の最前線にいると感じることがある。たとえば、実験的な音楽ソフトウェアを設計する人と、通信フリーウェアを作成するハッカーの間には、共感的な関係がある。
ジェニーマルケトゥ（Jenny Marketou）は別の説明をしている。
ハッカーアーティストは、既存の技術記号構造を別の目的のために操作するカルチャーハッカーとして活動し、ネット上の文化システムに侵入して、本来意図されていないことを実行させる。
ソフトウェアとハードウェアのハッカーアーティストとして成功しているのがマーク・ロタ（Mark Lottor、mkl）で、彼はキューバトロンとビッグラウンドキューバトロンという3Dライトアートプロジェクトを作成した。このアートは、カスタムコンピュータテクノロジーを使用して作成され、特別に設計された回路基板と、LEDライトを操作するマイクロプロセッサチップのプログラミングを使用している。
ドン・ホプキンスは、芸術的なセル・オートマトンでよく知られているソフトウェアハッカーアーティストである。セルオートマトンコンピュータプログラムによって作成されたこのアートは、ランダムにぶつかるオブジェクトを生成し、次に、ラバランプに似たオブジェクトとデザインをさらに作成する。ただし、パーツは相互作用によって色と形を変える。ホプキンスは次のように述べている。
セルオートマトンとは、セルのグリッド、または画像のピクセル値に適用される単純なルールである。同じルールがすべてのセルに適用され、そのセルと隣接するセルの以前の状態に基づいて次の状態が決定される。セルオートマトンには興味深いルールが多数あり、どれも見た目が異なり、興味深いアニメーション化されたダイナミックな効果がある。『Life』は広く知られているセルオートマトンルールだが、あまり知られていない他の多くのルールの方がはるかに興味深いものである。
ハッカーアーティストの中には、コンピュータコードを記述してアートを作成する者もいれば、ハードウェアを開発してアートを作成する者もいる。Adobe PhotoshopやGIMPなどの既存のソフトウェアツールを使用して作成する者もいる。
ハッカーアーティストの創作プロセスは、非技術的なメディアを使用するアーティストよりも抽象的になることがある。たとえば、数学者は視覚的に素晴らしいフラクタルのグラフィックを作成し、ハッカーはそれをさらに強化して、単純な数式から詳細で複雑なグラフィックやアニメーションを作成することがよくある。

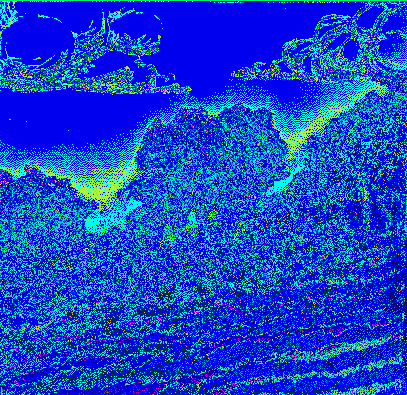
『Sunrise』はペンとインクで作成され、その後コンピュータにスキャンされ、ソフトウェアイメージングツールを使用して色付けされた。
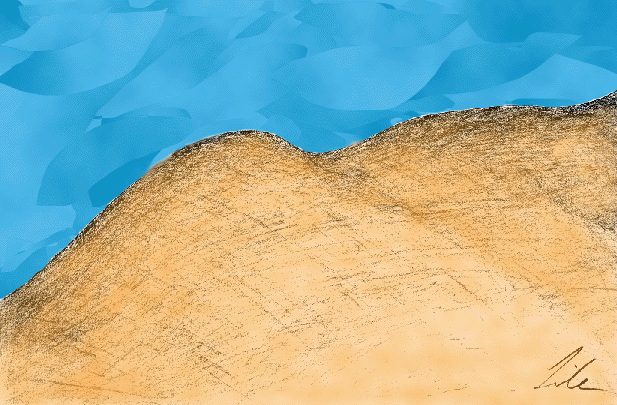
『Rolling Golden Hills of California』は鉛筆で作成され、スキャンされ、その後ソフトウェアイメージングツールを使用してペイントされた。
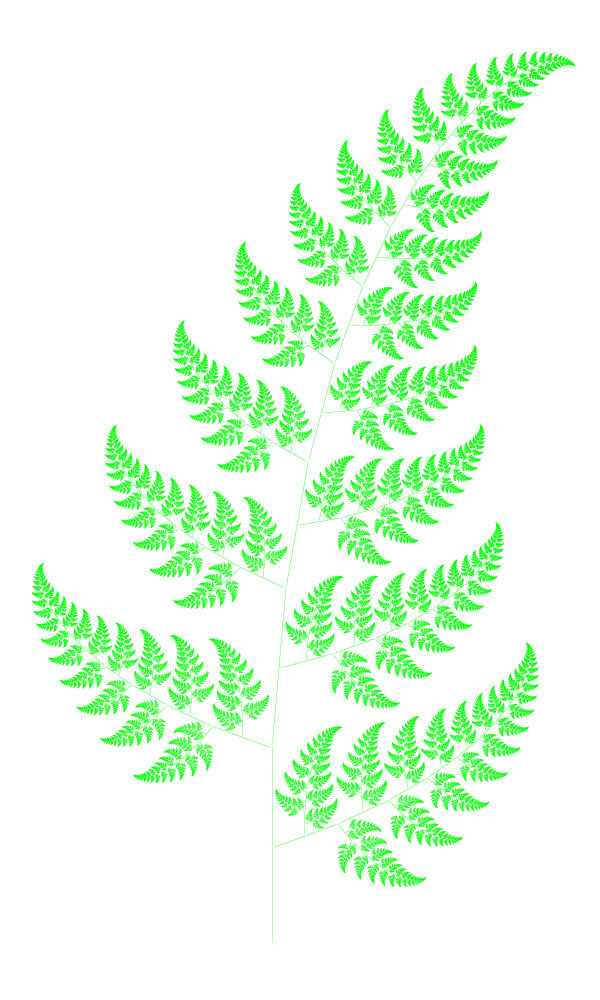
バーンズリーのシダ。反復関数系を使用して計算された。
山の表面をモデル化したフラクタル。

#### アート
- バーニングマン
- コンピュータアート
- コンピュータ音楽
- デジタルアート
- デモシーン
- 電子音楽
- エレクトロニカ
- ジェネレーティブアート
- インターネットアート
- メイカーズムーブメント
- メディアアート
- ソフトウェアアート

#### ハッカーアートの言及（英語）
- "Vector in Open Space" by Gerfried Stocker 1996.
- Switch|Journal Jun 14 1998.
- Eye Weekly "Tag – who's it?" by Ingrid Hein, July 16, 1998.
- Linux Today Archived 2011-07-09 at the Wayback Machine. "Playing the Open Source Game" by Shawn Hargreaves（）, Jul 5, 1999.
- Canterbury Christ Church University Library Resources by Subject – Art & Design, 2001.
- SuperCollider Workshop / Seminar Archived 2007-09-28 at the Wayback Machine. Joel Ryan describes collaboration with hacker artists of Silicon Valley. 21 March 2002
- Anthony Barker's Weblog on Linux, Technology and the Economy "Why Geeks Love Linux", Sept 2003.
- Live Art Research Gesture and Response in Field-Based Performance by Sha Xin Wei & Satinder Gill, 2005.
- Hackers, Who Are They "The Hackers Identity", October 2014.

## 関連文化
- ヒッピー - 1970年代から1980年代に掛けて活躍し、現在では指導的立場に居るグルやウィザードの敬称をもって語られるハッカーには、当時大学において盛んに持て囃されたヒッピー文化の影響を色濃く受けた者も少なくない。
- モンティパイソン - モンティパイソンのコメディを引用した技術用語としてspamが広く使われるなど、ハッカー文化や情報処理技術の発展に、少なからぬ影響を与えている。またプログラム言語のPythonは、このコメディグループ名から来ている。

## 関連文書
1970年代初期に生まれたジャーゴンファイルは、変遷するハッカー文化の中で特別な役割を果たしてきた。また、多くの教本・文学作品が学術的ハッカー文化を形作ってきた。その中でも影響の大きかったものを以下に挙げる。
- 『ハッカーズ』, スティーブン・レビー ISBN 487593100X
- 『ゲーデル, エッシャー, バッハ』, ダグラス・ホフスタッター ISBN 4826901259
- 『The Art of Computer Programming』, ドナルド・クヌース ISBN 475614411X
- 『人月の神話』, フレデリック・ブルックス ISBN 4894716658
- 『コンパイラ-原理・技法・ツール』, アルフレッド・エイホ, ラビ・セシィ, ジェフリー・ウルマン ISBN 4781905854
- 『計算機プログラムの構造と解釈』, Harold Abelson, Gerald Jay Sussman, Julie Sussman ISBN 0262011530
- 『プログラミング言語C』, ブライアン・カーニハン, デニス・リッチー ISBN 4320026926
- 『銀河ヒッチハイク・ガイド』, ダグラス・アダムス ISBN 4309462553
- 『The Tao of Programming』, Geoffrey James ISBN 0931137071
- 『ピラミッドからのぞく目』, ロバート・シェイ, ロバート・アントン・ウィルスン ISBN 4087605280
- 『Principia Discordia』, Greg Hill, KerryThornley ISBN 1559500409
- 『超マシン誕生』, トレイシー・キダー
- 『カッコウはコンピューターに卵を産む』, クリフォード・ストール ISBN 4794204302
- 『The Unix System』, スティーブン・ボーン ISBN 0201137917
- 『ハッカーと画家』, ポール・グレアム ISBN 4274065979